# FIFA 비치사커 월드컵
FIFA 비치사커 월드컵(FIFA Beach Soccer World Cup)은 국제기구인 FIFA에 가맹된 남자 비치사커 국가대표팀끼리 승부를 겨루는 국제 비치사커 대회이다. 2004년까지는 세계 비치사커 선수권 대회로 진행되어 오다가 2005년부터 현재의 명칭으로 변경되었다.

## 역대 대회

### 세계 비치사커 선수권 대회
| 1995 | 브라질 리우데자네이루 코파카바나                    | 브라질   | 8–1 | 미국     | 잉글랜드   | 7–6 | 이탈리아   |
| 1996 | 브라질 리우데자네이루 코파카바나                    | 브라질   | 3–0 | 우루과이 | 이탈리아   | 4–3 | 미국       |
| 1997 | 브라질 리우데자네이루 코파카바나                    | 브라질   | 5–2 | 우루과이 | 미국       | 5–1 | 아르헨티나 |
| 1998 | 브라질 리우데자네이루 코파카바나                    | 브라질   | 9–2 | 프랑스   | 우루과이   | 6–3 | 페루       |
| 1999 | 브라질 리우데자네이루 코파카바나                    | 브라질   | 5–2 | 포르투갈 | 우루과이   | 7–6 | 페루       |
| 2000 | 브라질 리우데자네이루 마리나 다 글로리아            | 브라질   | 6–2 | 페루     | 스페인     | 6–3 | 일본       |
| 2001 | 브라질 바이아주 코스타 두 사우이페                  | 포르투갈 | 9–3 | 프랑스   | 아르헨티나 | 6–5 | 브라질     |
| 2002 | 브라질 이스피리투산투주 비토리아, 상파울루 구아루자 | 브라질   | 6–5 | 포르투갈 | 우루과이   | 5–3 | 태국       |
| 2003 | 브라질 리우데자네이루 코파카바나                    | 브라질   | 8–2 | 스페인   | 포르투갈   | 7–4 | 프랑스     |
| 2004 | 브라질 리우데자네이루 코파카바나                    | 브라질   | 6–4 | 스페인   | 포르투갈   | 5–1 | 이탈리아   |

### FIFA 비치사커 월드컵
| 2005 | 브라질 리우데자네이루 코파카바나              | 프랑스   | 3–3 (연장전) 1–0 (승부차기) | 포르투갈 | 브라질   | 11–2                        | 일본       |
| 2006 | 브라질 리우데자네이루 코파카바나              | 브라질   | 4–1                         | 우루과이 | 프랑스   | 6–4                         | 포르투갈   |
| 2007 | 브라질 리우데자네이루 코파카바나              | 브라질   | 8–2                         | 멕시코   | 우루과이 | 2–2 (연장전) 1–0 (승부차기) | 프랑스     |
| 2008 | 프랑스 마르세유 플라즈 뒤 프라도              | 브라질   | 5–3                         | 이탈리아 | 포르투갈 | 5–4                         | 스페인     |
| 2009 | 아랍에미리트 두바이 주메이라                  | 브라질   | 10–5                        | 스위스   | 포르투갈 | 14–7                        | 우루과이   |
| 2011 | 이탈리아 라벤나 마리나 디 라벤나              | 러시아   | 12–8                        | 브라질   | 포르투갈 | 3–2                         | 엘살바도르 |
| 2013 | 프랑스령 폴리네시아 타히티 섬 파페에테        | 러시아   | 5–1                         | 스페인   | 브라질   | 7–7 (연장전) 1–0 (승부차기) | 타히티     |
| 2015 | 포르투갈 이스피뉴 프라이아 다 바이아          | 포르투갈 | 5–3                         | 타히티   | 러시아   | 5–2                         | 이탈리아   |
| 2017 | 바하마 나소 맬컴 파크                         | 브라질   | 6–0                         | 타히티   | 이란     | 5–3                         | 이탈리아   |
| 2019 | 파라과이 아순시온 파라과이 올림픽 위원회 공원 | 포르투갈 | 6–4                         | 이탈리아 | 러시아   | 5–4                         | 일본       |
| 2021 | 러시아 모스크바 루즈니키 올림픽 단지          | 러시아   | 5–2                         | 일본     | 스위스   | 9–7                         | 세네갈     |
| 2024 | 아랍에미리트 두바이 주메이라                  | 브라질   | 6–4                         | 이탈리아 | 이란     | 6–1                         | 벨라루스   |

#### 통산 기록
- 비치사커 세계 선수권 대회 기록 포함

| 팀         | 우승 | 준우승               | 3위                              | 4위                        |
| ---------- | --- | -------------------- | -------------------------------- | -------------------------- |
| 브라질     | 14 (1995*, 1996*, 1997*, 1998*, 1999*, 2000*, 2002*, 2003*, 2004*, 2006*, 2007*, 2008, 2009, 2017, 2024) | 1 (2011)             | 2 (2005*, 2013)                  | 1 (2001*)                  |
| 포르투갈   | 3 (2001, 2015*, 2019)                                                                                    | 3 (1999, 2002, 2005) | 5 (2003, 2004, 2008, 2009, 2011) | 1 (2006)                   |
| 러시아     | 3 (2011, 2013, 2021)                                                                                     | -                    | 2 (2015, 2019)                   | -                          |
| 프랑스     | 1 (2005)                                                                                                 | 2 (1998, 2001)       | 1 (2006)                         | 2 (2003, 2007)             |
| 우루과이   | - | 3 (1996, 1997, 2006) | 4 (1998, 1999, 2002, 2007)       | 1 (2009)                   |
| 스페인     | - | 3 (2003, 2004, 2013) | 1 (2000)                         | 1 (2008)                   |
| 타히티     | - | 2 (2015, 2017)       | -                                | 1 (2013*)                  |
| 이탈리아   | - | 3 (2008, 2019, 2024) | 1 (1996)                         | 4 (1995, 2004, 2015, 2017) |
| 미국       | - | 1 (1995)             | 1 (1997)                         | 1 (1996)                   |
| 스위스     | - | 1 (2009)             | 1 (2021)                         | -                          |
| 일본       | - | 1 (2021)             | -                                | 3 (2000, 2005, 2019)       |
| 페루       | - | 1 (2000)             | -                                | 2 (1998, 1999)             |
| 아르헨티나 | - | -                    | 1 (2001)                         | 1 (1997)                   |
| 이란       | - | -                    | 2 (2017, 2024)                   | -                          |
| 잉글랜드   | - | -                    | 1 (1995)                         | -                          |
| 엘살바도르 | - | -                    | -                                | 1 (2011)                   |
| 태국       | - | -                    | -                                | 1 (2002)                   |
| 세네갈     | - | -                    | -                                | 1 (2021)                   |
| 벨라루스   | - | -                    | -                                | 1 (2024)                   |

* 개최국

## 같이 보기
남자 대회
- FIFA 월드컵
- FIFA U-20 월드컵
- FIFA U-17 월드컵
- FIFA 컨페더레이션스컵
- FIFA 클럽 월드컵
- FIFA 풋살 월드컵
- 남자 올림픽 축구
- FIFA e월드컵
- FIFA 블루 스타스 / FIFA 유스컵

여자 대회
- FIFA 여자 월드컵
- FIFA U-20 여자 월드컵
- FIFA U-17 여자 월드컵
- 여자 올림픽 축구